# 連邦軍薬理学・毒物学研究所
連邦軍薬理学・毒物学研究所（れんぽうぐんやくりがくどくぶつけんきゅうじょ、ドイツ語：Institut für Pharmakologie und Toxikologie der Bundeswehr、略称：InstPharmToxBw）は、救護業務軍連邦軍衛生局に所属する化学兵器に関する研究機関。バイエルン州ミュンヘンに所在している。化学兵器に関する専門知識について良好な国際評価を得ている。

## 歴史
研究所は1960年代中期にミュンヘン近郊のガルヒンクのエルンスト・フォン・ベルクマン兵営内に設置された施設がその始まりとなっている。当初、本研究所は連邦軍微生物学研究所および連邦軍放射線生物学研究所とともに連邦軍医科大学校の附属機関であった。今日、三つの研究所は連邦軍衛生局の直轄となっている。

## 任務
- 化学兵器専門家による専門的知識に基づく特殊診断、原則、概念、指針および手順についての準備と能力の提供および化学剤に暴露した場合における健康状態の保護と回復。
- 出動部隊（任務部隊）の移動準備において化学兵器等脅威状況の医療的検証に関しての業務。
- 化学兵器に関する健康障害、疫学、病因学、予防についての研究。